# Choapa (tỉnh)
Tỉnh Choapa là một tỉnh ở vùng Coquimbo của Chile. Tỉnh này có diện tích 10.079,8 km² và dân số theo điều tra năm 2002 là 81.681 người. Tỉnh lỵ là thị xã Illapel. Tỉnh trưởng hiện là Gisella Mateluna Gambo.
Tỉnh này được chia ra thành 4 đô thị (comuna):
- Illapel
- Salamanca
- Los Vilos
- Canela